# Хайленд, Дайана
Дайа́на Ха́йленд (англ. Diana Hyland), урождённая — Ге́нтнер (англ. Genter; 25 января 1936, Кливленд-Хайтс, Огайо — 27 марта 1977, Лос-Анджелес, Калифорния) — американская актриса. Посмертно лауреат премии «Эмми» (1977) в номинации «Выдающиеся исполнение актрисой второго плана роли в комедии или драме» за роль Мики Любич из фильма «Под колпаком» (1976).

## Биография
Дайана Гентнер родилась 25 января 1936 года в Кливленд-Хайтсе (штат Огайо, США).
Дайана снималась в кино под псевдонимом Дайана Хайленд. В период своей кинокарьеры в 1955—1977 года она снялась в 68-ми фильмах и телесериалах.
В 1969—1975 года Дайана была замужем за актёром Джозефом Гудсоном, от которого родила своего единственного ребёнка — сына Закари (род. в июле 1973).
В 1976 году, на съёмках фильма «Под колпаком», Дайана познакомилась и начала встречаться с актёром Джоном Траволтой, мать героя которого она играла в этом фильме.
В начале 1977 года Дайане был диагностирован рак молочной железы. 41-летняя Хайленд скончалась на руках Траволты 27 марта того же года в Лос-Анджелесе (штат Калифорния, США) после непродолжительной борьбы с этой болезнью.
В этом же 1977 году Дайана посмертно стала номинанткой и лауреаткой премии «Эмми» (1977) в номинации «Выдающиеся исполнение актрисой второго плана роли в комедии или драме» за роль Мики Любич из фильма «Под колпаком» (1976). Награду актрисы получил Траволта.